# Joe Elliott
Joe Elliott (ur. 1 sierpnia 1959 w Sheffield) – brytyjski muzyk, wokalista i współzałożyciel grupy hardrockowej Def Leppard.
Za młodu zainteresował się muzyką późnych lat 60. i wczesnych 70. XX w., a ściślej glamrockowe zespoły takie, jak Queen, Mott the Hoople, T. Rex, Thin Lizzy czy Ziggy Stardust. Jego marzenie o zostaniu członkiem wyobrażonego zespołu Deaf Leopard stało się prawdą, gdy dołączył do grupy Atomic Mass, w której skład wchodzili: Rick Savage i Pete Willis. Częściowo z powodu marzenia Elliotta nazwę grupy zmieniono na Def Leppard.
W 2006 piosenkarz został sklasyfikowany na 30. miejscu listy 100 najlepszych wokalistów wszech czasów według „Hit Parader”.